# Ivan Konovalov
Ivan Andreyevich Konovalov (tiếng Nga: Иван Андреевич Коновалов; sinh 18 tháng 8 năm 1994 ở Balashikha) là một cầu thủ bóng đá Nga thi đấu cho câu lạc bộ Belarus Torpedo-BelAZ Zhodino.

## Sự nghiệp
Đến từ học viện Fyodor Cherenkov, vị trí đầu tiên của Konovalov khi ở đội chính là thủ môn dự bị của đội bóng Giải bóng đá ngoại hạng Nga FC Spartak Moscow và FC Amkar Perm các mùa giải 2012–13 và 2013–14.
Anh ra mắt chuyên nghiệp ở Giải bóng đá chuyên nghiệp quốc gia Nga cho FC SKChF Sevastopol ngày 3 tháng 9 năm 2014 trong trận đấu với FC Krasnodar-2.
Ngày 23 tháng 7 năm 2015, anh ký bản hợp đồng 2 năm cùng với đội bóng Serbian SuperLiga FK Radnički Niš.
Vào tháng 1 năm 2017, anh ký hợp đồng cùng với đội bóng Serbian SuperLiga Bačka BP.